# Iwan Patrylak
Iwan Kazymyrowycz Patrylak, ukr. Іван Казимирович Патриляк (ur. 2 grudnia 1976 w Kijowie) – historyk ukraiński. Kandydat nauk historycznych (2001), docent katedry historii najnowszej Ukrainy Uniwersytetu Kijowskiego.
Syn Kazymyra. Ukończył z wyróżnieniem Kijowski Uniwersytet Narodowy im. Tarasa Szewczenki (1998), w latach 1998-2001 odbywał aspiranturę (studia doktoranckie).  Opracował i obronił w 2001 pracę doktorską:  Діяльність Організації українських націоналістів (бандерівців) у 1940-1942 рр. (військовий аспект) (pol. Działalność Organizacji Ukraińskich Nacjonalistów (banderowców) w latach 1940-42 (aspekt wojskowy)). Pracownik naukowy Uniwersytetu Kijowskiego od 2001, od lipca 2006 docent katedry historii najnowszej Ukrainy. Członek Rady Wydziału Historycznego Uniwersytetu Kijowskiego. Zajmuje się problematyką nacjonalizmu ukraińskiego w latach 20.-50. XX wieku i ukraińskiego ruchu nacjonalistycznego.
Autor i współautor 81 prac naukowych i  badawczych.
Prowadzi cykl wykładów: historia Ukrainy, historia Uniwersytetu Kijowskiego, wykład specjalny: ideologia i praktyka nacjonalizmu ukraińskiego i seminaria: najnowsza historia Ukrainy, historia kultury, historia konstytucjonalizmu ukraińskiego.
Żonaty, dwie córki: Jarosława (ur. 2002) i Myrosława (ur. 2004).

## Wybrane prace

### Zbiory dokumentów
- Матеріали і документи з історії Служби Безпеки ОУН(Б) у 1940-х рр., Київ 2003
- Організація українських націоналістів у 1941 р. (Kijów 2006), Організація українських націоналістів у 1942 р., Київ 2006

### Monografie
- Військова діяльність ОУН(Б) 1940-1942 рр. (pol. Działalność wojskowa OUN-B w latach 1940-1942), Київ 2004
- Організація Українських націоналістів та Українська Повстанська Армія (pol. Organizacja Ukraińskich Nacjonalistów i Ukraińska Powstańcza Armia), Київ 2005

### Artykuły
- "Українське питання" напередодні Другої світової війни 28.08.2013
- Співпраця польського населення Волині з німецькою окупаційною адміністрацією як чинник в українсько- польському конфлікті. esnuir.eenu.edu.ua. [zarchiwizowane z tego adresu (2014-11-29)]. // Волинська трагедія: через історію до порозуміння: матеріали Всеукр. наук. конф., м. Луцьк, 19-20 черв. 2013р. / уклад. А. Шваб. - Луцьк 2013, Східноєвропейський національний університет імені Лесі Українки. - s. 70-78

## Źródła, linki
- Патриляк Іван Казимирович – biogram na stronie Uniwersytetu Kijowskiego. history.univ.kiev.ua. [zarchiwizowane z tego adresu (2013-12-02)].
- І.К. Патриляк (Iwan Patrylak), Військова діяльність ОУН(Б) у 1940–1942 роках., Київ 2004 Wyd. Київський національний університет імені Тараса Шевченка, Інститут історії України НАН України.